# М-60 (БТР)
ОТ М-60 (серб. Оклопни транспортер (Oklopni transporter) M-60) — бронетранспортёр, изготовленный в Югославии.

## Описание
Бронетранспортер М-60 был разработан югославскими конструкторами и поставлен в серийное производство в 1964 году, впервые был продемонстрирован на параде 1965-го года в Белграде. Компоновка этого БТР во многом напоминает знаменитый американский M-113. Место водителя находится в левой передней части бронетранспортера, позади располагается место командира. Справа от водителя установлено место стрелка-радиста, с которого он может воспользоваться пулемётом M-53 калибра 7.92 мм через бойницу в передней верхней детали корпуса. За радистом установлено место стрелка из зенитного пулемёта, над которым установлена турель для зенитного пулемёта Browning M2 калибра 12,7 мм. Сразу же за местом командира располагается десантное отделение, рассчитанное на девять человек. Десантирование проходило через двери в корме корпуса, каждая из которых оснащена смотровым окошком, и через люки в крыше корпуса. Также имелось по три амбразуры по бортам корпуса для стрельбы из личного оружия десанта.
БТР оснащался шестицилиндровым дизельным двигателем FAMOS FFTR мощностью 140 л. с. с линейным расположением цилиндров, благодаря которому мог развивать скорость до 43 км/ч и проходить до 400 километров по твёрдым поверхностям. Устанавливались 5-ступенчатые коробки переключения передач типа "5Mn50.32" с 5 скоростями вперёд и 1 назад. С начала 1970-х к названию БТР добавлена литера "П" (M-60P) по причине внедрения планетарных передач в механизм управления.
Броня состояла из стальных бронелистов толщиной 15 мм.
Средства наблюдения:
- перископ M2-61 для командира, водителя и стрелка-радиста;
- ИК-оборудование для езды и наблюдения ночью M-66A1 (перископ бинокулярного типа с дальностью видимости до 70 метров и полем обзора 30°).
БТР производился в период с 1964 года по 1979 год, на вооружение югославской армии поступило около 790 машин (из них 190 - на экспорт, в основном, для Ирака) в нескольких вариантах: десантный БТР М-60P, противотанковый М-60PB, оснащённый спаренными 82-мм безоткатными орудиями, БТР с 82-мм миномётом, санитарный, а также командный варианты. М-60 активно использовались в боевых действиях в бывшей Югославии. Они в значительном числе попали в новосозданные армии: хорватскую армию, армию Сербской Краины, армию боснийских сербов и армию боснийских мусульман. После преобразования ЮНА в Войско Югославии, а затем в Войска Сербии и Черногории, этот бронетранспортер был снят с вооружения. Некоторое количество было передано подразделениям полиции, остальные были уничтожены согласно договорам об ограничении количества вооружений в регионе.

## Средства связи
На бронетранспортёрах М-60П могут быть установлены радиостанции Р-113 или Р-123, либо одновременно Р-123 и Р-112.
БТР оснащённый радиостанциями Р-123 и Р-112 называется командным бронетранспортёром.Кроме радиостанций Р-112 или Р-123 в БТРе размещается переносная радиостанция RUP-3 (кроме командной машины), с помощью которой поддерживается связь между БТР и командиром взвода, когда отделение находится вне машины и действует вдали.
Радиостанции командного БТР обеспечивают следующие возможности:
Командиру подразделения:
- со своего места (переднее правое сиденье в отделении управления возле радиостанции Р-123) работать с радиостанциями (Р-123 или Р-112) из транспортёра, а также поддерживать внутреннюю связь с одним из членов экипажа (офицером штаба, стрелком ЗПУ, водителем или радио-телефонистом);
- со своего резервного места поддерживать внутреннюю связь со всеми членами экипажа БТР;
- при необходимости использовать коммутатор А-2 радио-телефониста, который находится в задней части транспортёра, для поддержания внешней связи.

Радио-телефонисту:
- поддерживать внешнюю радио-связь через свободную радиостанцию при одновременной работе командира подразделения;
- поддерживать внутреннюю связь со всеми членами экипажа.

Офицеру штаба:
- при подключении через коммутатор А-5 поддерживать внутреннюю связь со всеми членами экипажа и командиром;
- при подключении через коммутатор А-2 провести необходимый разговор с внешним участником.

## Галерея

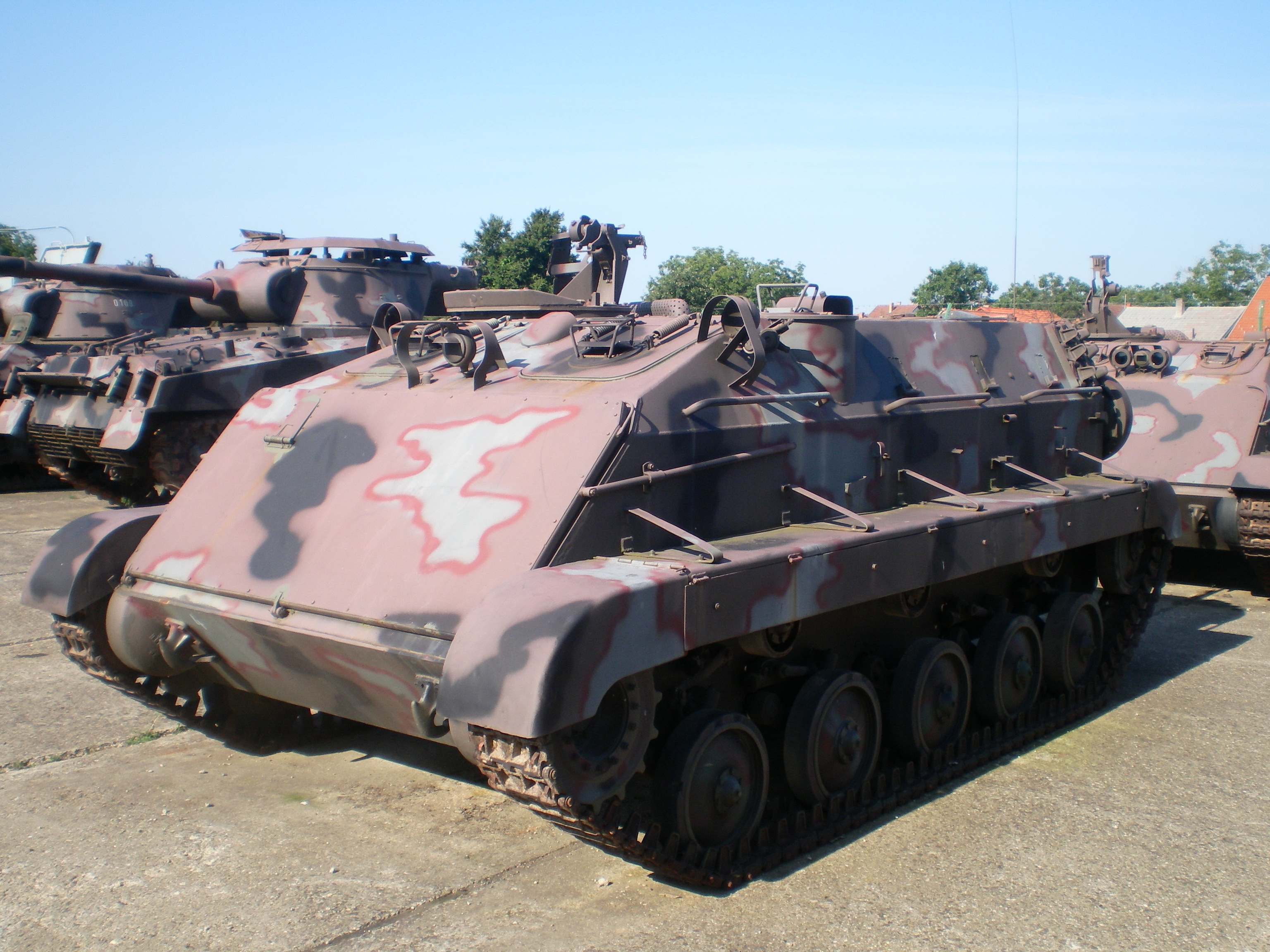
М-60 в казарме Вуковара
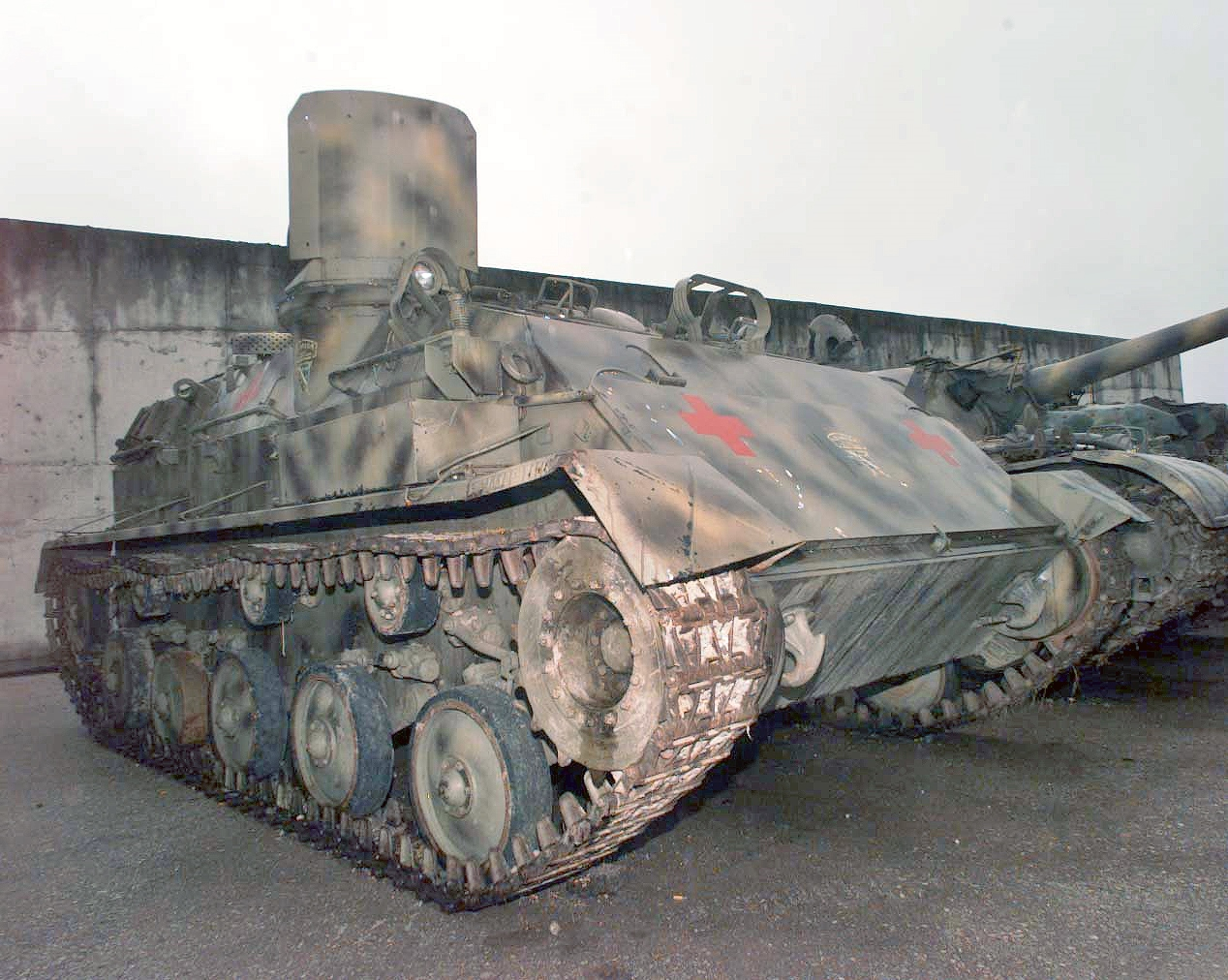
Санитарный вариант